# Hanne Rømer
Hanne Rømer (* 29. Juli 1949 in Hvidovre) ist eine dänische Fusion- und Jazzmusikerin (Tenor-, Sopran- und Baritonsaxophon, Gesang, Komposition).

## Leben und Wirken
Rømer stammt aus einer musikalischen Familie: ihre Eltern waren Musiklehrer; ihre Geschwister Lotte und Ole Rømer sind ebenfalls Musiker. Als Kind spielte sie Klavier und Gitarre; zwischen 1968 und 1975 studierte sie Klavier, Gesang und Musiktheorie an der Universität von Kopenhagen und klassische Gitarre am Konservatorium für Musik.
Rømer gründete mit Irene Becker, ihrer Schwester Lotte und Schlagzeugerin Karen Mortensen 1975 die Rockband Hos Anna, die als eine der ersten Frauenbands in Dänemark einen ihrer ersten Auftritte beim Frauenfestival im Fælledparken, Kopenhagen, im August 1975 vor etwa 40.000 Zuschauerinnen hatte, was sie zu einer populären Gruppe in Dänemark machte. Bis 1980 spielte sie dort viele Konzerte als Sängerin, Saxophonistin und Gitarristin; die erste von vier LPs wurde im März 1977 veröffentlicht, die letzte 1980. Von 1978 bis 1981 war sie Leiterin der Frauen-Bigband Hexehyl und der Frauenband Primi. 1977 entstand zudem ein Album mit ihrer Schwester unter dem Titel Solskin. 1978 nahm sie auch mit der Frauenbigband Hexegylp auf.
Nach ihrer Weiterbildung an der Dick Grove School of Music in Los Angeles zwischen 1981 und 1983, wo sie ein Diplom als Komponistin, Arrangeurin und Orchesterleiterin erhielt, schrieb mehrere Werke für größere Chor- und Orchesterensembles; so hat sie mehrere Werke für das Unterhaltungsorchester von Danmarks Radio, Sønderjyllands Symfoniorkester, New Music Orchestra, Randers Byorkester und das Tivolis Symfoniorkester verfasst. 1985 wurde sie mit dem Komponisternes Underholdningsmusik Pris für ihr Orchesterwerk Total Fear Is a Sneaky Friend ausgezeichnet.
Seit 1987 lebt Rømer in Südjütland, wo sie die Jomfru Fanny Big Band leitete, mit der es noch 2019 zu Auftritten kam, und das Ensemble Nord / Syd, aber auch im Bildungsbereich und als Chorleiterin tätig war. Mit der Pianistin Marietta Wandall arbeitete sie im Duo; 1990 entstand das Album Akijava, dem drei weitere Alben, zuletzt 2005 Walking with the Slow Turtle, folgten. Mit Mia Samuelsson organisierte sie 1994 die Nordisk Kvinde Big Band für die Nordische Frauenkonferenz in Åby, Finnland, mit der sie auch eigene Titel einspielte. Seit 1994 leitete sie die Frauenband April Light Orchestra, für die sie auch komponierte. Ferner gründete sie das Hanne Rømer / Mads Granum Quartet, das mit dem Bassisten Jesper Bodilsen und Alex Riel am Schlagzeug und Gästen wie Sandra Hempel das Album Everything You Wanna Know about Spring veröffentlichte.
Rømer trat überdies mit Kristian Leth, Morten Ramsbøl, Pierre Dørge, Bent Clausen und im Saxophonquintett Sax in the City auf, mit dem sie 2006 das Album Fantasia veröffentlichte. Sie war in Skandinavien, Mitteleuropa, Frankreich, Großbritannien, Bulgarien, Nordamerika und China auf Tournee.
Rømer war als erste Frau zwischen 1978 und 1981 Mitglied des Dänischen Jazzzirkels. Zwischen 1994 und 1996 war sie Vorstandsmitglied der dänischen Kulturstiftung Kulturfonden. Weiterhin unterrichtete Rømer an der Musikakademie in Frederiksberg, am Det Jyske Musikkonservatorium in Aarhus und an der Musik- und Theaterakademie in Toftlund.